# Серена Вилијамс
Серена Џамика Вилијамс (енгл. Serena Jameka Williams; рођена 26. септембра 1981. у Сагину, Мичиген, САД) америчка је тенисерка.
Освојила је 72 титуле у појединачној конкуренцији, од тога двадесет три на гренд слем турнирима. Серена Вилијамс је једна од ретких тенисерки која је освојила све титуле на сва четири гренд слем турнира и у појединачној и у конкуренцији парова.
Серена Вилијамс је једна од најуспешнијих тенисерки данашњице, и по мишљењима многих, једна од најбољих тенисерки свих времена. Поред 23 титуле у појединачној и 14 у конкуренцији парова, освојила је и четири златне медаље на Олимпијским играма, три у игри парова и једну у појединачној конкуренцији.

## Почеци
Серена и њена старија сестра Винус (рођена 17. јуна 1980. године) почеле су да тренирају тенис под утицајем свог оца Ричарда, који се бавио тренирањем тениса. Он је желео да од макар једне своје кћерке створи тениску звезду. Створио је две, Винус и Серену.
Када је имала четири и по године, Серена је освојила свој први дечји турнир. Касније се такмичила на турнирима за децу испод 10 година. Од 49 турнира, освојила је 46. Она и њена сестра Винус постале су праве дечје тениске звезде у Калифорнији. Како би заштитио своје кћерке од напада расизма на турнирима, што се често дешавало, Ричард је престао да их шаље на тениске турнире. Серена је тада почела да тренира у тениској школи Рикија Мачија.
Нешто касније, 1991. године, Серена и Винус постају ученице Тениске академија Ника Болитијерија, човека који је створио тениске звезде као што су Пит Сампрас, Андре Агаси, Моника Селеш, Џенифер Капријати, Мери Пирс, Мери Џо Фернандез а касније и Марија Шарапова, Јелена Јанковић и Никол Ваидишова.

## Стил игре
Серена Вилијамс важи за физички најснажнију тенисерку икада. Одличним сервисом и снажним ударцима са основне линије који падају дубоко у терен ривалки контролише игру и диктира ритам који њој одговара. Физичка конституција јој не дозвољава брзу кретњу у дефанзиви и зато најчешће игра рискантне ударце који завршавају поене.

## Гренд слем финала

### Појединачно (32)

#### Победе (23)
| Година | Турнир                            | Противница у финалу | Резултат у финалу |
| 1999.  | Отворено првенство САД            | Мартина Хингис      | 6–3, 7–6(4)       |
| 2002.  | Ролан Гарос                       | Винус Вилијамс      | 7–5, 6–3          |
| 2002.  | Вимблдон                          | Винус Вилијамс      | 7–6(4), 6–3       |
| 2002.  | Отворено првенство САД (2)        | Винус Вилијамс      | 6–4, 6–3          |
| 2003.  | Отворено првенство Аустралије     | Винус Вилијамс      | 7–6(4), 3–6, 6–4  |
| 2003.  | Вимблдон (2)                      | Винус Вилијамс      | 4–6, 6–4, 6–2     |
| 2005.  | Отворено првенство Аустралије (2) | Линдси Давенпорт    | 2–6, 6–3, 6–0     |
| 2007.  | Отворено првенство Аустралије (3) | Марија Шарапова     | 6–1, 6–2          |
| 2008.  | Отворено првенство САД (3)        | Јелена Јанковић     | 7-5, 6-4          |
| 2009.  | Отворено првенство Аустралије (4) | Динара Сафина       | 6–0, 6–3          |
| 2009.  | Вимблдон (3)                      | Винус Вилијамс      | 7–6(3), 6–2       |
| 2010.  | Отворено првенство Аустралије (5) | Жистин Енен         | 6–4, 3–6, 6–2     |
| 2010.  | Вимблдон (4)                      | Вера Звонарјова     | 6–3, 6–2          |
| 2012.  | Вимблдон (5)                      | Агњешка Радвањска   | 6-1, 5-7, 6-2     |
| 2012.  | Отворено првенство САД (4)        | Викторија Азаренка  | 6–2, 2–6, 7–5     |
| 2013.  | Отворено првенство Француске (2)  | Марија Шарапова     | 6–4, 6–4          |
| 2013.  | Отворено првенство САД (5)        | Викторија Азаренка  | 7–5, 6–7(6), 6–1  |
| 2014.  | Отворено првенство САД (6)        | Каролина Возњацки   | 6–3, 6–3          |
| 2015.  | Отворено првенство Аустралије (6) | Марија Шарапова     | 6–3, 7–6          |
| 2015.  | Отворено првенство Француске (3)  | Луција Шафаржова    | 6–3, 6–7(2), 6–2  |
| 2015.  | Вимблдон (6)                      | Гарбиње Мугуруза    | 6–4, 6–4          |
| 2016.  | Вимблдон (7)                      | Анџелик Кербер      | 7–5, 6–3          |
| 2017.  | Отворено првенство Аустралије (7) | Винус Вилијамс      | 6–4, 7–4          |

#### Порази (9)
| Година | Турнир                        | Противница у финалу | Резултат у финалу |
| 2001.  | Отворено првенство САД        | Винус Вилијамс      | 6–2, 6–4          |
| 2004.  | Вимблдон                      | Марија Шарапова     | 6–1, 6–4          |
| 2008   | Вимблдон (2)                  | Винус Вилијамс      | 7–5, 6–4          |
| 2011.  | Отворено првенство САД (2)    | Саманта Стосур      | 6-2, 6-3          |
| 2016.  | Отворено првенство Аустралије | Анџелик Кербер      | 3-6, 6-4, 4-6     |
| 2016.  | Отворено првенство Француске  | Гарбиње Мугуруза    | 5-7, 4-6          |
| 2018.  | Вимблдон (3)                  | Анџелик Кербер      | 3–6, 3–6          |
| 2018.  | Отворено првенство САД (3)    | Наоми Осака         | 2-6, 4-6          |
| 2019.  | Вимблдон (4)                  | Симона Халеп        | 2–6, 2–6          |
| 2019.  | Отворено првенство САД (4)    | Бјанка Андреску     | 6-3, 7-5          |

### Женски парови

#### Победе (14)
| Година | Турнир                            | Партнерка      | Противнице у финалу                  | Резултат у финалу |
| 1999.  | Ролан Гарос                       | Винус Вилијамс | Мартина Хингис Ана Курњикова         | 6–3, 6–7, 8–6     |
| 1999.  | Отворено првенство САД            | Винус Вилијамс | Чанда Рубин Сандрин Тести            | 4–6, 6–1, 6–4     |
| 2000.  | Вимблдон                          | Винус Вилијамс | Жили Алар-Декижи Ај Сугијама         | 6–3, 6–2          |
| 2001.  | Отворено првенство Аустралије     | Винус Вилијамс | Линдси Давенпорт Корина Морариу      | 6–2, 4–6, 6–4     |
| 2002.  | Вимблдон (2)                      | Винус Вилијамс | Вирхинија Руано Паскуал Паола Суарез | 6–2, 7–5          |
| 2003.  | Отворено првенство Аустралије (2) | Винус Вилијамс | Вирхинија Руано Паскуал Паола Суарез | 4–6, 6–4, 6–3     |
| 2008   | Вимблдон (3)                      | Винус Вилијамс | Лиса Рејмонд Саманта Стосур          | 6–2, 6–2          |
| 2009.  | Отворено првенство Аустралије (3) | Винус Вилијамс | Данијела Хантухова Ај Сугијама       | 6–3, 6–3          |
| 2009.  | Вимблдон (4)                      | Винус Вилијамс | Саманта Стосур Рене Стабс            | 7–6(4), 6–4       |
| 2009   | Отворено првенство САД (2)        | Винус Вилијамс | Кара Блек Лизел Хубер                | 6–2, 6–2          |
| 2010.  | Отворено првенство Аустралије (4) | Винус Вилијамс | Кара Блек Лизел Хубер                | 6–4, 6–3          |
| 2010.  | Ролан Гарос (2)                   | Винус Вилијамс | Квјета Пешке Катарина Среботник      | 6–2, 6–3          |
| 2012.  | Вимблдон (5)                      | Винус Вилијамс | Андреа Хлавачкова Луција Храдецка    | 7–5, 6–4          |
| 2016.  | Вимблдон (6)                      | Винус Вилијамс | Тимеа Бабош Јарослава Шведова        | 6–3, 6–4          |

### Мешовити парови

#### Победе (2)
| Година | Турнир                 | Партнер    | Противници у финалу          | Резултат у финалу |
| 1998.  | Вимблдон               | Макс Мирни | Махеш Бупати Мирјана Лучић   | 6–4, 6–4          |
| 1998.  | Отворено првенство САД | Макс Мирни | Патрик Галбрајт Лиса Рејмонд | 6–2, 6–2          |

#### Порази (2)
| Година | Турнир                        | Партнер    | Противници у финалу             | Резултат у финалу |
| 1998.  | Отворено првенство Француске  | Луис Лобо  | Џастин Гимелстоб Винус Вилијамс | 6–4, 6–4          |
| 1999.  | Отворено првенство Аустралије | Макс Мирни | Маријан де Сварт Дејвид Адамс   | 6–4, 4–6, 7–6     |

## Финала ВТА шампионата

### Победе (5)
| Година | Локација | Противница у финалу | Резултат у финалу |
| 2001.  | Минхен   | Линдси Давенпорт    | предат меч        |
| 2009.  | Доха     | Винус Вилијамс      | 6-2, 7-6 (4)      |
| 2012.  | Истанбул | Марија Шарапова     | 6-4, 6-3          |
| 2013.  | Истанбул | Ли На               | 2–6, 6–3, 6–0     |
| 2014.  | Сингапур | Симона Халеп        | 6–3, 6–0          |

### Порази (2)
| Година | Место       | Противница у финалу | Резултат у финалу |
| 2002.  | Лос Анђелес | Ким Клајстерс       | 7–5, 6–3          |
| 2004.  | Лос Анђелес | Марија Шарапова     | 4–6, 6–2, 6–4     |

## Успеси у појединачној конкуренцији
| Легенда | Легенда                                    | Легенда | Легенда                           |
| ------- | ------------------------------------------ | ------- | --------------------------------- |
| О/И     | однос освајања турнира и играња на турниру | Поб-Пор | однос побједа и пораза            |
| НО      | турнир није одржан те године               | Н       | није учествовала на турниру       |
| КВ      | изгубила у квалификацијама                 | 1К      | изгубила у првом колу             |
| 2К      | изгубила у другом колу                     | 3К      | изгубила у трећем колу            |
| 4К      | изгубила у четвртом колу                   | ГФ      | изгубила у групној фази такмичења |
| ЧФ      | изгубила у четвртфиналу                    | ПФ      | изгубила у полуфиналу             |
| Ф       | изгубила у финалу                          | П       | освојила турнир                   |

| Турнир                                                                              | 1995           | 1996           | 1997           | 1998           | 1999           | 2000           | 2001                        | 2002                        | 2003                        | 2004                        | 2005                        | 2006                        | 2007                        | 2008                        | 2009                   | 2010                   | 2011                   | 2012                   | 2013                   | 2014                   | 2015                   | 2016                   | 2017                   | 2018                   | 2019                   | О/И     | Поб-пор |
| ----------------------------------------------------------------------------------- | -------------- | -------------- | -------------- | -------------- | -------------- | -------------- | --------------------------- | --------------------------- | --------------------------- | --------------------------- | --------------------------- | --------------------------- | --------------------------- | --------------------------- | ---------------------- | ---------------------- | ---------------------- | ---------------------- | ---------------------- | ---------------------- | ---------------------- | ---------------------- | ---------------------- | ---------------------- | ---------------------- | ------- | ------- |
| Гренд слем турнири                                                                  |                |                |                |                |                |                |                             |                             |                             |                             |                             |                             |                             |                             |                        |                        |                        |                        |                        |                        |                        |                        |                        |                        |                        |         |         |
| ОП Аустралије                                                                       | Није играла    | Није играла    | Није играла    | 2К             | 3К             | 4К             | ЧФ                          | Н                           | П                           | Н                           | П                           | 3К                          | П                           | ЧФ                          | П                      | П                      | Н                      | 4К                     | ЧФ                     | 4К                     | П                      | Ф                      | П                      | Н                      | ЧФ                     | 7 / 18  | 85–11   |
| Ролан Гарос                                                                         | Није играла    | Није играла    | Није играла    | 4К             | 3К             | Н              | ЧФ                          | П                           | ПФ                          | ЧФ                          | Н                           | Н                           | ЧФ                          | 3К                          | ЧФ                     | ЧФ                     | Н                      | 1К                     | П                      | 2К                     | П                      | Ф                      | Н                      | 2К                     | ЧФ                     | 3 / 17  | 65–14   |
| Вимблдон                                                                            | Није играла    | Није играла    | Није играла    | 3К             | Н              | ПФ             | ЧФ                          | П                           | П                           | Ф                           | 3К                          | Н                           | ЧФ                          | Ф                           | П                      | П                      | 4К                     | П                      | 4К                     | 3К                     | П                      | П                      | Н                      | Ф                      | Ф                      | 7 / 19  | 98–12   |
| ОП САД                                                                              | Није играла    | Није играла    | Није играла    | 3К             | П              | ЧФ             | Ф                           | П                           | Н                           | ЧФ                          | 4К                          | 4К                          | ЧФ                          | П                           | ПФ                     | Н                      | Ф                      | П                      | П                      | П                      | ПФ                     | ПФ                     | Н                      | Ф                      | Ф                      | 6 / 18  | 95–12   |
| О/И                                                                                 | 0 / 0          | 0 / 0          | 0 / 0          | 0 / 4          | 1 / 3          | 0 / 3          | 0 / 4                       | 3 / 3                       | 2 / 3                       | 0 / 3                       | 1 / 3                       | 0 / 2                       | 1 / 4                       | 1 / 4                       | 2 / 4                  | 2 / 3                  | 0 / 2                  | 2 / 4                  | 2 / 4                  | 1 / 4                  | 3 / 4                  | 1 / 4                  | 1 / 1                  | 0 / 3                  | 0 / 4                  | 23 / 73 |         |
| Поб-пор                                                                             | 0–0            | 0–0            | 0–0            | 8–4            | 11–2           | 12–3           | 18–4                        | 21–0                        | 19–1                        | 14–3                        | 12–2                        | 5–2                         | 19–3                        | 19–3                        | 23–2                   | 18–1                   | 9–2                    | 17–2                   | 21–2                   | 13–3                   | 26–1                   | 24–3                   | 7–0                    | 15–3                   | 12–3                   |         | 349–50  |
| Олимпијске игре                                                                     |                |                |                |                |                |                |                             |                             |                             |                             |                             |                             |                             |                             |                        |                        |                        |                        |                        |                        |                        |                        |                        |                        |                        |         |         |
| Олимпијске игре                                                                     | НО             | Н              | НО             | НО             | НО             | Н              | НО                          | НО                          | НО                          | Н                           | НО                          | НО                          | НО                          | ЧФ                          | НО                     | НО                     | НО                     | П                      | НО                     | НО                     | НО                     | 3К                     | НО                     | НО                     | НО                     | 1 / 3   | 11–2    |
| Завршна првенства сезоне                                                            |                |                |                |                |                |                |                             |                             |                             |                             |                             |                             |                             |                             |                        |                        |                        |                        |                        |                        |                        |                        |                        |                        |                        |         |         |
| ВТА првенство                                                                       | Н              | Н              | Н              | Н              | Н              | Н              | П                           | Ф                           | Н                           | Ф                           | Н                           | Н                           | ГФ                          | ГФ                          | П                      | Н                      | Н                      | П                      | П                      | П                      | Н                      | Н                      | ГФ                     | ГФ                     |                        | 5 / 9   | 29–6    |
| Обавезни Премијер турнири                                                           |                |                |                |                |                |                |                             |                             |                             |                             |                             |                             |                             |                             |                        |                        |                        |                        |                        |                        |                        |                        |                        |                        |                        |         |         |
| Индијан Велс                                                                        | НК1            | Н              | КВ             | Н              | П              | ЧФ             | П                           | Није играла                 | Није играла                 | Није играла                 | Није играла                 | Није играла                 | Није играла                 | Није играла                 | Није играла            | Није играла            | Није играла            | Није играла            | Није играла            | Није играла            | ПФ                     | Ф                      | Н                      | 3К                     | 3К                     | 2 / 7   | 26–5    |
| Мајами                                                                              | Није играла    | Није играла    | Није играла    | ЧФ             | Ф              | 4К             | ЧФ                          | П                           | П                           | П                           | ЧФ                          | Н                           | П                           | П                           | Ф                      | Н                      | Н                      | ЧФ                     | П                      | П                      | П                      | 4К                     | Н                      | 1К                     | 3К                     | 8 / 18  | 76–9    |
| Мадрид                                                                              | Није одржаван  | Није одржаван  | Није одржаван  | Није одржаван  | Није одржаван  | Није одржаван  | Није одржаван               | Није одржаван               | Није одржаван               | Није одржаван               | Није одржаван               | Није одржаван               | Није одржаван               | Није одржаван               | 1К                     | 3К                     | Н                      | П                      | П                      | ЧФ                     | ПФ                     | Није играла            | Није играла            | Није играла            | Није играла            | 2 / 6   | 20–3    |
| Пекинг                                                                              | НО             | НО             | НО             | НО             | НО             | НО             | НО                          | НО                          | НО                          | Није турнир прве категорије | Није турнир прве категорије | Није турнир прве категорије | Није турнир прве категорије | Није турнир прве категорије | 3К                     | Н                      | Н                      | Н                      | П                      | ЧФ                     | Није играла            | Није играла            | Није играла            | Није играла            |                        | 1 / 3   | 11–2    |
| ВТА Премијер 5 турнири                                                              |                |                |                |                |                |                |                             |                             |                             |                             |                             |                             |                             |                             |                        |                        |                        |                        |                        |                        |                        |                        |                        |                        |                        |         |         |
| Дубаи                                                                               | Није одржавано | Није одржавано | Није одржавано | Није одржавано | Није одржавано | Није одржавано | Није турнир прве категорије | Није турнир прве категорије | Није турнир прве категорије | Није турнир прве категорије | Није турнир прве категорије | Није турнир прве категорије | Није турнир прве категорије | Није турнир прве категорије | ПФ                     | Није играла            | Није играла            | Није играла            | Није играла            | ПФ                     | Није играла            | Није играла            | Није играла            | Није играла            | Није играла            | 0 / 2   | 5–2     |
| Рим                                                                                 | Није играла    | Није играла    | Није играла    | ЧФ             | ЧФ             | Н              | Н                           | П                           | ПФ                          | ПФ                          | 2К                          | Н                           | ЧФ                          | ЧФ                          | 2К                     | ПФ                     | Н                      | ПФ                     | П                      | П                      | 2К                     | П                      | Н                      | Н                      | 2К                     | 4 / 15  | 40–11   |
| Синсинати                                                                           | Није одржаван  | Није одржаван  | Није одржаван  | Није одржаван  | Није одржаван  | Није одржаван  | Није одржаван               | Није одржаван               | Није одржаван               | Није турнир прве категорије | Није турнир прве категорије | Није турнир прве категорије | Није турнир прве категорије | Није турнир прве категорије | 3К                     | Н                      | 2К                     | ЧФ                     | Ф                      | П                      | П                      | Н                      | Н                      | 2К                     |                        | 2 / 7   | 19–5    |
| Монтреал / Торонто                                                                  | Није играла    | Није играла    | Није играла    | Није играла    | Није играла    | Ф              | П                           | Н                           | Н                           | Н                           | 3К                          | Н                           | Н                           | Н                           | ПФ                     | Н                      | П                      | Н                      | П                      | ПФ                     | Н                      | Н                      | Н                      |                        | Ф                      | 3 / 8   | 17–3    |
| Токио                                                                               | Није играла    | Није играла    | Није играла    | Није играла    | Није играла    | Није играла    | Није играла                 | Није играла                 | Није играла                 | Није играла                 | Није играла                 | Није играла                 | Није играла                 | Није играла                 | Није играла            | Није играла            | Није играла            | Није играла            | Није играла            | Није играла            | Није играла            | Није играла            | Није играла            | Није играла            | Није играла            | 0 / 0   | 0–0     |
| Некадашњи турнири категорије (сада нису ни Обавезни Премијер ни Премијер 5 турнири) |                |                |                |                |                |                |                             |                             |                             |                             |                             |                             |                             |                             |                        |                        |                        |                        |                        |                        |                        |                        |                        |                        |                        |         |         |
| Доха                                                                                | Није одржаван  | Није одржаван  | Није одржаван  | Није одржаван  | Није одржаван  | Није одржаван  | Није турнир прве категорије | Није турнир прве категорије | Није турнир прве категорије | Није турнир прве категорије | Није турнир прве категорије | Није турнир прве категорије | Није турнир прве категорије | Н                           | НО                     | НО                     | НО5                    | Н                      | Ф                      | Н                      | Н                      | Н                      | Н                      | Н                      | Н                      | 0 / 1   | 4–1     |
| Чарлстон                                                                            | Није играла    | Није играла    | Није играла    | Није играла    | Није играла    | Није играла    | Није играла                 | ЧФ                          | Ф                           | 3К                          | Н                           | Н                           | 2К                          | П                           | НО5                    | НО5                    | НО5                    | НО5                    | НО5                    | НО5                    | НО5                    | НО5                    | НО5                    | НО5                    | НО5                    | 1 / 5   | 12–3    |
| Москва                                                                              | НО             | НК1            | 1К             | Није играла    | Није играла    | Није играла    | Није играла                 | Није играла                 | Није играла                 | Није играла                 | Није играла                 | Није играла                 | Ф                           | Н                           | НО5                    | НО5                    | НО5                    | НО5                    | НО5                    | НО5                    | НО5                    | НО5                    | НО5                    | НО5                    | НО5                    | 0 / 2   | 6–2     |
| Сан Дијего/Карлсбад                                                                 | НК1            | НК1            | НК1            | НК1            | НК1            | НК1            | НК1                         | НК1                         | НК1                         | ЧФ                          | Није играла                 | Није играла                 | Није играла                 | НО                          | НО                     | НО5                    | НО5                    | НО5                    | НО5                    | НО                     | НО                     | НО                     | НО                     | НО                     | НО                     | 0 / 1   | 2–0     |
| Берлин                                                                              | Није играла    | Није играла    | Није играла    | Није играла    | ЧФ             | Н              | Н                           | Ф                           | Није играла                 | Није играла                 | Није играла                 | Није играла                 | Није играла                 | ЧФ                          | Турнири нису одржавани | Турнири нису одржавани | Турнири нису одржавани | Турнири нису одржавани | Турнири нису одржавани | Турнири нису одржавани | Турнири нису одржавани | Турнири нису одржавани | Турнири нису одржавани | Турнири нису одржавани | Турнири нису одржавани | 0 / 3   | 7–3     |
| Цирих                                                                               | Н              | Н              | КВ             | Није играла    | Није играла    | Није играла    | Није играла                 | Није играла                 | Није играла                 | Није играла                 | Није играла                 | Није играла                 | 1К                          | НК1                         | Турнири нису одржавани | Турнири нису одржавани | Турнири нису одржавани | Турнири нису одржавани | Турнири нису одржавани | Турнири нису одржавани | Турнири нису одржавани | Турнири нису одржавани | Турнири нису одржавани | Турнири нису одржавани | Турнири нису одржавани | 0 / 2   | 1–2     |
| Статистике каријере                                                                 |                |                |                |                |                |                |                             |                             |                             |                             |                             |                             |                             |                             |                        |                        |                        |                        |                        |                        |                        |                        |                        |                        |                        |         |         |
| Играла турнира                                                                      | 1              | 0              | 5              | 11             | 12             | 11             | 10                          | 13                          | 7                           | 12                          | 10                          | 4                           | 12                          | 13                          | 16                     | 6                      | 6                      | 13                     | 15                     | 16                     | 11                     | 8                      | 2                      | 7                      | 8                      |         | 228     |
| Доспела до финала                                                                   | 0              | 0              | 0              | 0              | 6              | 5              | 4                           | 10                          | 5                           | 5                           | 1                           | 0                           | 3                           | 5                           | 4                      | 3                      | 3                      | 7                      | 13                     | 7                      | 5                      | 5                      | 1                      | 2                      | 3                      |         | 97      |
| Освојила турнира                                                                    | 0              | 0              | 0              | 0              | 5              | 3              | 3                           | 8                           | 4                           | 2                           | 1                           | 0                           | 2                           | 4                           | 3                      | 2                      | 2                      | 7                      | 11                     | 7                      | 5                      | 2                      | 1                      | 0                      | 0                      |         | 72      |
| Поб-пор на тврдој подлози                                                           | 0–1            | 0–0            | 2–2            | 19–7           | 29–4           | 25–5           | 30–5                        | 25–2                        | 15–0                        | 23–5                        | 16–4                        | 12–4                        | 22–4                        | 27–5                        | 39–8                   | 10–1                   | 18–1                   | 28–3                   | 47–3                   | 41–5                   | 30–2                   | 20–5                   | 8–1                    | 9–1                    | 16–4                   |         | 511–82  |
| Поб-пор на шљаци                                                                    | 0–0            | 0–0            | 0–0            | 6–2            | 7–3            | 0–1            | 4–1                         | 17–2                        | 12–3                        | 10–3                        | 2–2                         | 0–0                         | 6–3                         | 11–2                        | 4–4                    | 8–3                    | 0–0                    | 17–1                   | 28–0                   | 9–2                    | 16–1                   | 11–1                   | 0–0                    | 3–1                    | 3–1                    |         | 174–36  |
| Поб-пор на трави                                                                    | 0–0            | 0–0            | 0–0            | 4–2            | 0–0            | 5–1            | 4–1                         | 7–0                         | 7–0                         | 6–1                         | 2–1                         | 0–0                         | 4–1                         | 6–1                         | 7–0                    | 7–0                    | 4–2                    | 13–0                   | 3–1                    | 2–1                    | 7–0                    | 7–0                    | 0–0                    | 6–1                    | 6–1                    |         | 107–14  |
| Поб-пор на тепиху                                                                   | 0–0            | 0–0            | 7–3            | 0–0            | 5–0            | 7–1            | 0–0                         | 7–1                         | 4–0                         | 0–0                         | 1–0                         | 0–0                         | 3–2                         | 0–0                         | Турнири нису одржавани | Турнири нису одржавани | Турнири нису одржавани | Турнири нису одржавани | Турнири нису одржавани | Турнири нису одржавани | Турнири нису одржавани | Турнири нису одржавани | Турнири нису одржавани | Турнири нису одржавани | Турнири нису одржавани |         | 34–7    |
| Укупно поб-пор                                                                      | 0–1            | 0–0            | 9–5            | 29–11          | 41–7           | 37–8           | 38–7                        | 56–5                        | 38–3                        | 39–9                        | 21–7                        | 12–4                        | 35–10                       | 44–8                        | 50–12                  | 25–4                   | 22–3                   | 58–4                   | 78–4                   | 52–8                   | 53–3                   | 38–6                   | 8–1                    | 18–2                   | 25–6                   | —       | 792–131 |
| Проценат победа                                                                     | 0%             | —              | 64%            | 73%            | 85%            | 82%            | 84%                         | 92%                         | 93%                         | 81%                         | 75%                         | 75%                         | 78%                         | 85%                         | 81%                    | 86%                    | 88%                    | 94%                    | 95%                    | 87%                    | 95%                    | 86%                    | 89%                    | 76%                    | 81%                    | —       | 85%     |
| Ранг на крају године                                                                | —              | —              | 99             | 20             | 4              | 6              | 6                           | 1                           | 3                           | 7                           | 11                          | 95                          | 7                           | 2                           | 1                      | 4                      | 12                     | 3                      | 1                      | 1                      | 1                      | 2                      | 22                     | 16                     |                        |         |         |

- НО5 - није ни Обавезни Премијер ни Премијер 5 турнир
- НК1 - није турнир прве категорије

## Приватни живот
Серена Вилијамс је рођена у Сагиноу, у држави Мичиген, САД. Када је имала четири године, она и њене четири сестре су се са родитељима Ричардом и Орасин (званом Бренди) преселиле у Лос Анђелес. Тенис је почела да тренира под утицајем свог оца Ричарда.
Током 2004. и 2005. године, Серена се забављала са филмским продуцентом Бретом Ратнером. Серена тренутно живи у Палм Бичу, Флорида, САД.
Серена се венчала са Алексисом Оханианом, једним од оснивача Редита, 16. новембра 2017. у Њу Орлеансу. Пар је добио ћерку Алексис Олимпију Оханиан, 1. септембра 2017.